# Aleksej Dmitrievič Popov
Aleksej Dmitrievič Popov (Pugačëv, 24 marzo 1892 – Mosca, 18 agosto 1961) è stato un regista cinematografico russo naturalizzato sovietico.

## Filmografia (parziale)

### Regista
- Dva druga, model' i podruga (1927)[1][2]
- Krupnaja neprijatnost (1930)